# باشگاه فوتبال زالائگرسگی
باشگاه فوتبال زالائگرسگی (انگلیسی: Zalaegerszegi TE) یک باشگاه فوتبال مجارستانی مستقر در زالائگرسگی که هم‌اکنون در لیگ دسته اول فوتبال مجارستان، بالاترین سطح لیگ فوتبال در این کشور، مسغول است.
در سال ۲۰۰۲ آن‌ها توانستند قهرمانی لیگ دسته اول فوتبال مجارستان را به‌دست آورند.